# District de La Pintada
Le district de La Pintada est l'une des divisions qui composent la province de Coclé, au Panama.

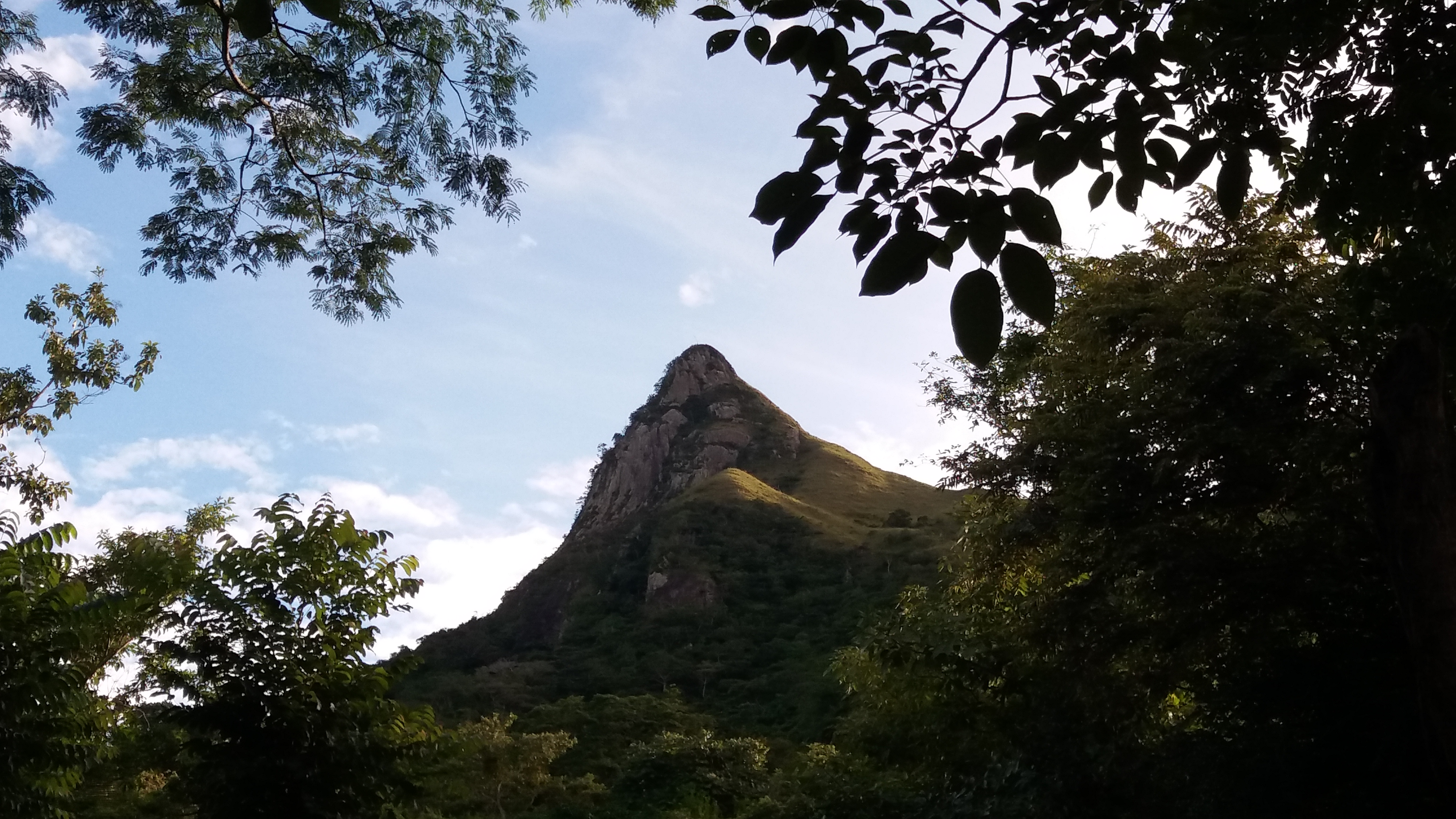
Avec une altitude de 560 s.n.m.

## Crédit d'auteurs
- (es) Cet article est partiellement ou en totalité issu de l’article de Wikipédia en espagnol intitulé « district de La Pintada » (voir la liste des auteurs).